# Saint-Julien-lès-Russey
Saint-Julien-lès-Russey település Franciaországban, Doubs megyében. Lakosainak száma 182 fő (2022. január 1.). Saint-Julien-lès-Russey Mont-de-Vougney, Battenans-Varin, Bonnétage, Les Fontenelles, Frambouhans, Maîche és Rosureux községekkel határos.

## Népesség
A település népessége az elmúlt években az alábbi módon változott:
| Lakosok száma | 142  | 143  | 114  | 144  | 152  | 163  | 180  | 187  | 184  | 182  |
|               | 1968 | 1982 | 1990 | 2006 | 2013 | 2015 | 2017 | 2019 | 2020 | 2022 |